# Cratere Hershef
Hershef è un cratere sulla superficie di Ganimede.